# Загнанный (фильм, 2003)
«Загнанный» — американский кинобоевик 2003 года с Томми Ли Джонсом и Бенисио дель Торо в главных ролях.

## Сюжет
Ушедший в отставку специалист по подготовке элитного спецназа Эл Ти Бонэм присоединяется к команде ФБР, идущей по следу жестокого убийцы. Неуловимый киллер, виртуозно владеющий боевым ножом, — один из самых одарённых учеников Эл Ти. Ему не нужен дом — в лесу он чувствует себя неуязвимым. Ему не нужны деньги — всё необходимое для жизни он может добыть сам. Ему не нужно оружие — в его руках палка или камень страшнее пулемёта. Он идеальный воин, и только тому, кто обучил хладнокровного преступника мастерству убивать «быстро, аккуратно и эффективно», под силу остановить охотника на людей…

## В ролях
- Томми Ли Джонс — Эл Ти Бонэм
- Бенисио Дель Торо — Аарон Хэллэм
- Конни Нильсен — Эбби Дурелл
- Лесли Стефансон — Айрин Кравиц
- Джон Финн — Тед
- Марк Пеллегрино — Дэйл Хюитт
- Дженна Бойд — Лоретта Кравиц

## Факты
- Томми Ли Джонс уже ранее работал с Уильямом Фридкином над картиной «Правила боя».
- Съёмки картины начались в ноябре 2000 года.
- Бенисио Дель Торо в начале съёмок повредил запястье в сцене, в которой он ныряет под нож, когда Томми Ли Джонс набрасывается на него. Из-за травмы съёмки были приостановлены на шесть месяцев.
- Нож, который в фильме делает Бенисио Дель Торо, имеет реальный прототип под названием «Tracker». Дизайн ножа придумал Том Браун-младший. «Tracker» позиционируется автором как нож для выживания. Клинок сделан из стали 1095. «Tracker» сертифицированы в России как хозяйственно-бытовые ножи и свободно продаются в магазинах.
- В качестве консультанта к съёмкам был привлечён профессиональный тренер спецназа Том Браун. В течение двух часов в день, три или четыре раза в неделю, в период съёмок в Портленде, штат Орегон, Браун работал с Томми Ли Джонсом и Бенисио Дель Торо, обучая их искусству выживания. Браун издал немало книг, среди них такие, как: «Путь Следопыта» (The Way of the Scout) и «Как выжить в условиях дикой природы» (The Wilderness Survival Field Guide) — это были те самые книги, на которые обратил внимание Уильям Фридкин. Также Том Браун руководит школой военного искусства на севере штата Нью-Джерси.
- Съёмки фильма специально были перенесены в город Портленд, штат Орегон; создателям фильма нужна была сцена с дождем, а Орегон, как известно, самый дождливый американский штат. Однако именно в этот момент никаких дождей не было.
- Боевое искусство, которым владеют главные герои фильма, называется кали — это древнее филиппинское единоборство, включающее в себя приемы боя палкой, ножом и голыми руками. В настоящее время это боевое искусство состоит на вооружении спецподразделений многих стран мира, в том числе США и стран НАТО.